# Taras Duraj
Taras Bohdanowycz Duraj, ukr. Тарас Богданович Дурай (ur. 31 lipca 1984 w Tarnopolu) – ukraiński piłkarz, grający na pozycji obrońcy.

## Kariera piłkarska

### Kariera klubowa
Wychowanek Szkoły Piłkarskiej w Tarnopolu. Występował w juniorskich mistrzostwach Ukrainy (DJuFL) w klubach SDJuSzOR Tarnopol, SDJuSzOR Użhorod i Karpaty Lwów. W 2001 przeszedł do Nywy Tarnopol, ale nie rozegrał tam żadnego meczu, dlatego w następnym roku przeniósł się do Sokiła Brzeżany. Zimą 2003 powrócił do Nywy, a 5 kwietnia 2003 debiutował w jej składzie w przegranym 0:2 meczu przeciwko Naftowykowi Dolina. Po odejściu Lubomyra Wowczuka został wybrany na kapitana drużyny. Zimą 2009 został wypożyczony do Zorii Ługańsk, w składzie której 14 marca 2009 debiutował w Premier-lidze. W styczniu 2010 występował w kazachskim FK Aktöbe, jednak podpisał kontrakt z Wołyniem Łuck, skąd latem wypożyczony do białoruskiej Biełszyny Bobrujsk. Latem 2011 przeniósł się do Zirki Kirowohrad. Latem 2012 odszedł do Obołoni Kijów. Podczas przerwy zimowej sezonu 2012/13 zasilił skład PFK Sumy. Latem 2014 powrócił do Nywy Tarnopol. W marcu 2016 ponownie wyjechał do Białorusi, gdzie został piłkarzem Niomana Grodno. W lipcu 2016 anulował kontrakt z Niomanem. 21 kwietnia 2017 zasilił skład FK Homel, w którym grał do lipca 2017. 12 września 2017 znów został piłkarzem PFK Sumy.

## Sukcesy i odznaczenia

### Sukcesy klubowe
- wicemistrz Pierwszej Lihi Ukrainy: 2010
- finalista Pucharu Mistrzów WNP: 2010